# كريستيان مورتون (عداء سريع)
كريستيان مورتون (بالإنجليزية: Cristian Morton) هو واثب حواجز ‏ نيجيري، ولد في 30 أكتوبر 1989 في أتلانتا في الولايات المتحدة.

## وصلات خارجية
- كريستيان مورتون على موقع الاتحاد الدولي لألعاب القوى (الإنجليزية)
- كريستيان مورتون على موقع أوليمبيديا (الإنجليزية)